# Slalomeuropamästerskapen i kanotsport
Slalomvärldsmästerskapen i kanotsport är ett internationellt idrottsevenemang i kanotsport som arrangeras av European Canoe Association (ECA). Sedan 2004 har mästerskapet ägt rum varje år.

## Värdstäder
- 1996: Augsburg,  Tyskland
- 1998: Roudnice nad Labem,  Tjeckien
- 2000: Mezzana,  Italien
- 2002: Bratislava,  Slovakien
- 2004: Skopje,  Nordmakedonien
- 2005: Tacen,  Slovenien
- 2006: L'Argentière-la-Bessée,  Frankrike
- 2007: Liptovský Mikuláš,  Slovakien
- 2008: Kraków,  Polen
- 2009: Nottingham,  Storbritannien
- 2010: Bratislava,  Slovakien
- 2011: La Seu d'Urgell,  Spanien
- 2012: Augsburg,  Tyskland
- 2013: Kraków,  Polen
- 2014: Wien,  Österrike
- 2015: Markkleeberg,  Tyskland
- 2016: Liptovský Mikuláš,  Slovakien
- 2017: Tacen,  Slovenien
- 2018: Prag,  Tjeckien
- 2019: Pau,  Frankrike
- 2020: Prag,  Tjeckien
- 2021: Ivrea,  Italien
- 2022: Liptovský Mikuláš,  Slovakien
- 2023: Kraków,  Polen (arrangerades som en del av europeiska spelen 2023)
- 2024: Tacen,  Slovenien
- 2025: Vaires-sur-Marne,  Frankrike

## Medaljtabell
| Nr                   | Nation               | Guld | Silver | Brons | Totalt |
| -------------------- | -------------------- | ---- | ------ | ----- | ------ |
| 1                    | Slovakien            | 49   | 25     | 23    | 97     |
| 2                    | Tjeckien             | 45   | 37     | 41    | 123    |
| 3                    | Tyskland             | 33   | 41     | 37    | 111    |
| 4                    | Frankrike            | 23   | 24     | 26    | 73     |
| 5                    | Storbritannien       | 19   | 15     | 25    | 59     |
| 6                    | Slovenien            | 15   | 12     | 12    | 39     |
| 7                    | Italien              | 6    | 7      | 8     | 21     |
| 8                    | Österrike            | 5    | 11     | 9     | 25     |
| 9                    | Spanien              | 5    | 5      | 9     | 19     |
| 10                   | Polen                | 4    | 24     | 11    | 39     |
| 11                   | Schweiz              | 3    | 5      | 4     | 12     |
| 12                   | Irland               | 1    | 1      | 0     | 2      |
| 13                   | Ukraina              | 1    | 0      | 0     | 1      |
| 14                   | Ryssland             | 0    | 0      | 2     | 2      |
| 15                   | Grekland             | 0    | 0      | 1     | 1      |
| Totalt (15 nationer) | Totalt (15 nationer) | 209  | 207    | 208   | 624    |